# معماری خمر

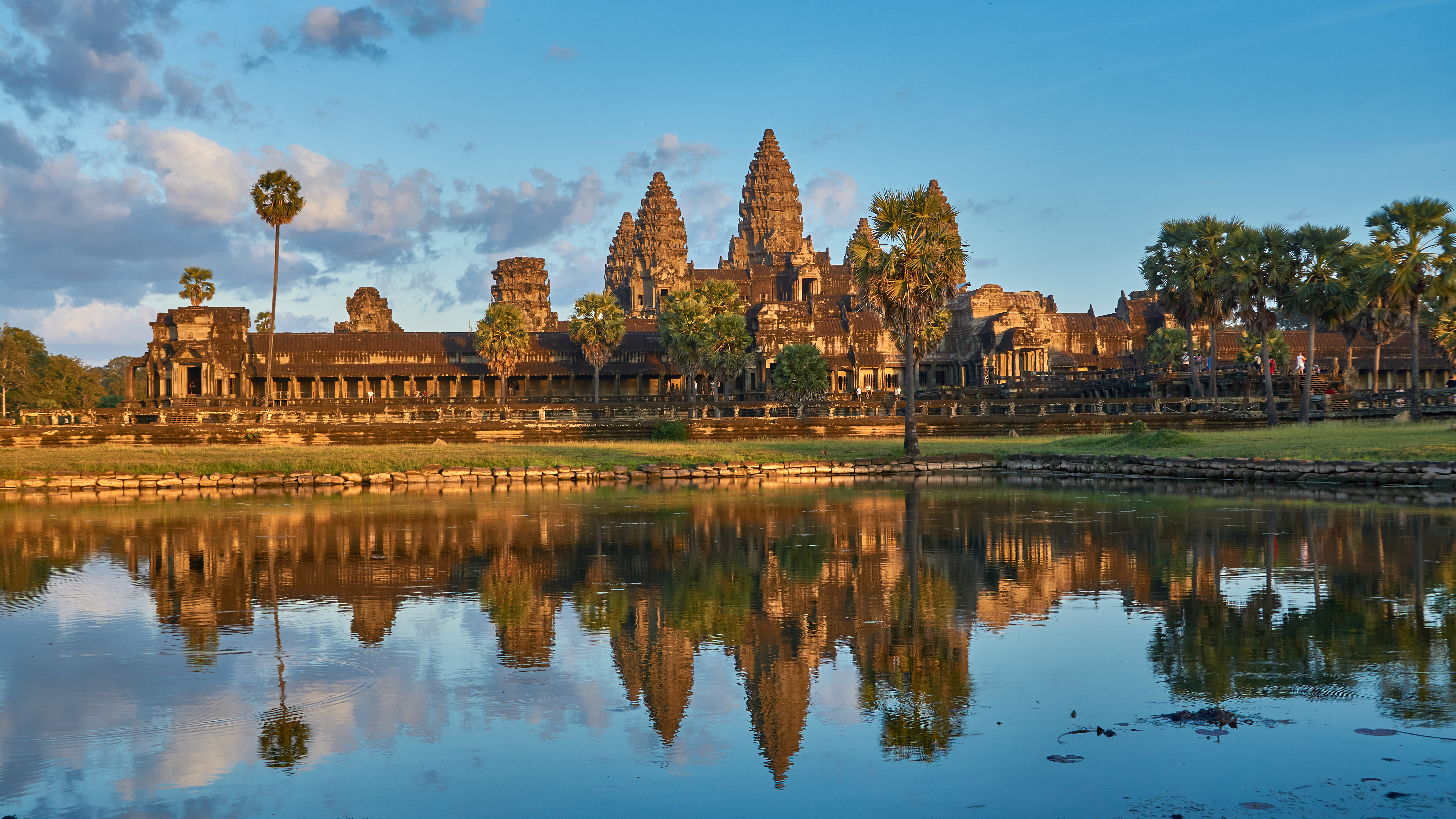
معبد قرن دوازدهمی آنگکور وات شاهکار معماری آنگکوری است. انگکور وات که تحت فرمان پادشاه خمر سوریاوارمان دوم ساخته شده است، یک معبد هندو - بودایی است.

معماری خمر(خمر: ស្ថាបត្យកម្មខ្មែរ)، همچنین به عنوان معماری انگکوری (خمر: ស្ថាបត្យកម្មសម័យអង្គរ) نیز شناخته می‌شود؛ معماری است که توسط خمرها در دوره انگکوری امپراتوری خمر از حدود نیمه دوم قرن هشتم میلادی تا نیمه اول قرن پانزدهم میلادی تولید شده است.
معماری معابد سنگی هندی، به‌ویژه در مجسمه‌سازی، بر جنوب شرق آسیا تأثیر گذاشت و به‌طور گسترده در معماری هندی‌شده معابد کامبوج (خمر)، آنام و جاوه (در هند بزرگ) پذیرفته شد. معماری خمر که از تأثیرات هندی تکامل یافته بود؛ زیرا با توسعه ویژگی‌های خاص خود، که برخی از آن‌ها به‌طور مستقل ایجاد شده بودند و برخی دیگر از سنت‌های فرهنگی همسایه اقتباس شده بودند؛ به وضوح از شبه قاره هند متمایز شد و در نتیجه منجر به ایجاد سبک هنری جدید و منحصر به فردی در معماری آسیایی به نام سنت آنگکوری شد.
توسعه معماری خمر به عنوان یک سبک متمایز به ویژه در تصویرهای هنری از چهره‌های شخصیت‌های الهی و سلطنتی با ویژگی‌های ظاهری نمایانگر جمعیت محلی خمرها، از جمله صورت‌های گردتر، ابروهای پهن‌تر، و دیگر ویژگی‌های فیزیکی مشهود است. در هر مطالعه ای از معماری انگکوری، تأکید و تمرکز بر معماری مذهبی است، زیرا تمام بناهای باقی مانده آنگکوری ماهیت مذهبی دارند. در طول دوره انگکور، تنها معابد و سایر بناهای مذهبی از سنگ ساخته می‌شدند.
ساختمان‌های غیر مذهبی مانند خانه‌ها از مصالح فاسدشدنی مانند چوب ساخته می‌شدند و به همین دلیل دوام نیاورده اند و باقی نماندند.

## نگارخانه
- سامبور پری کوک
- پره روپ
- بانتی سری